# 马克斯·伯格
马克斯·伯格（Max Berg，1870年4月17日—1947年1月22日）生於斯特丁，是一名德国建筑师、城市规划师。

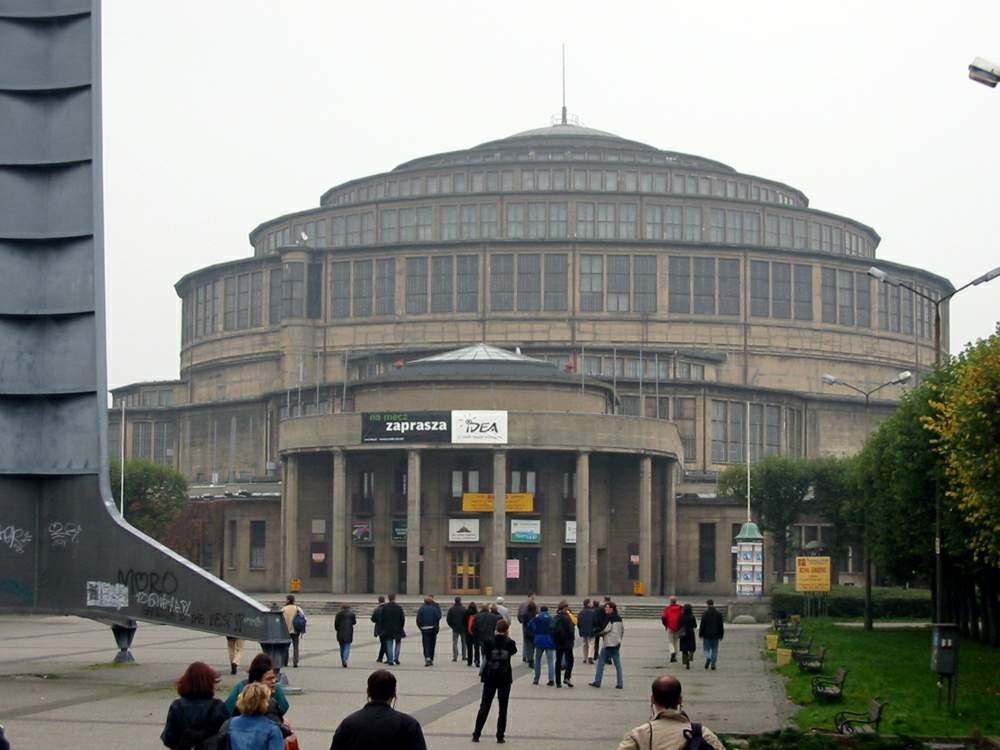
布雷斯劳百年厅

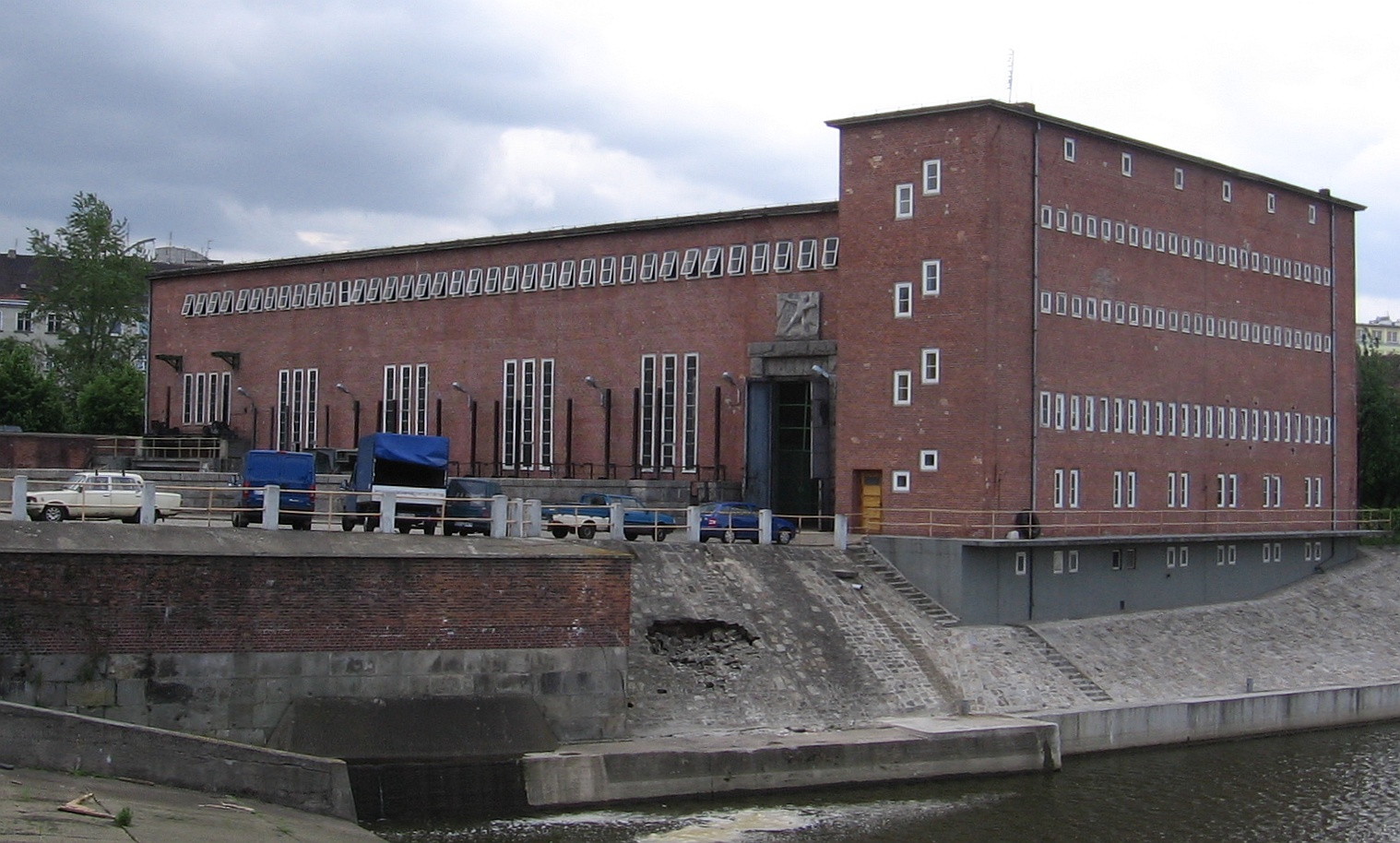
布雷斯劳水电站

他进入柏林夏洛特堡工業大學，师从Carl Schäfer学习哥特式建筑，然后又跟随Franz Adickes（1846–1915）学习城市规划。
1909年他被任命为布雷斯劳的高级建筑官员。他最著名的作品是百年厅（德语：Jahrhunderthalle，波兰语: Hala Ludowa），建于1911年到1913年，是纪念抵抗拿破仑·波拿巴的莱比锡战役100周年的工程之一。2006年，该建筑被列为世界文化遗产。
1925年他搬到柏林，又去了巴登-巴登，76岁时在那里去世。